# Simon Marius

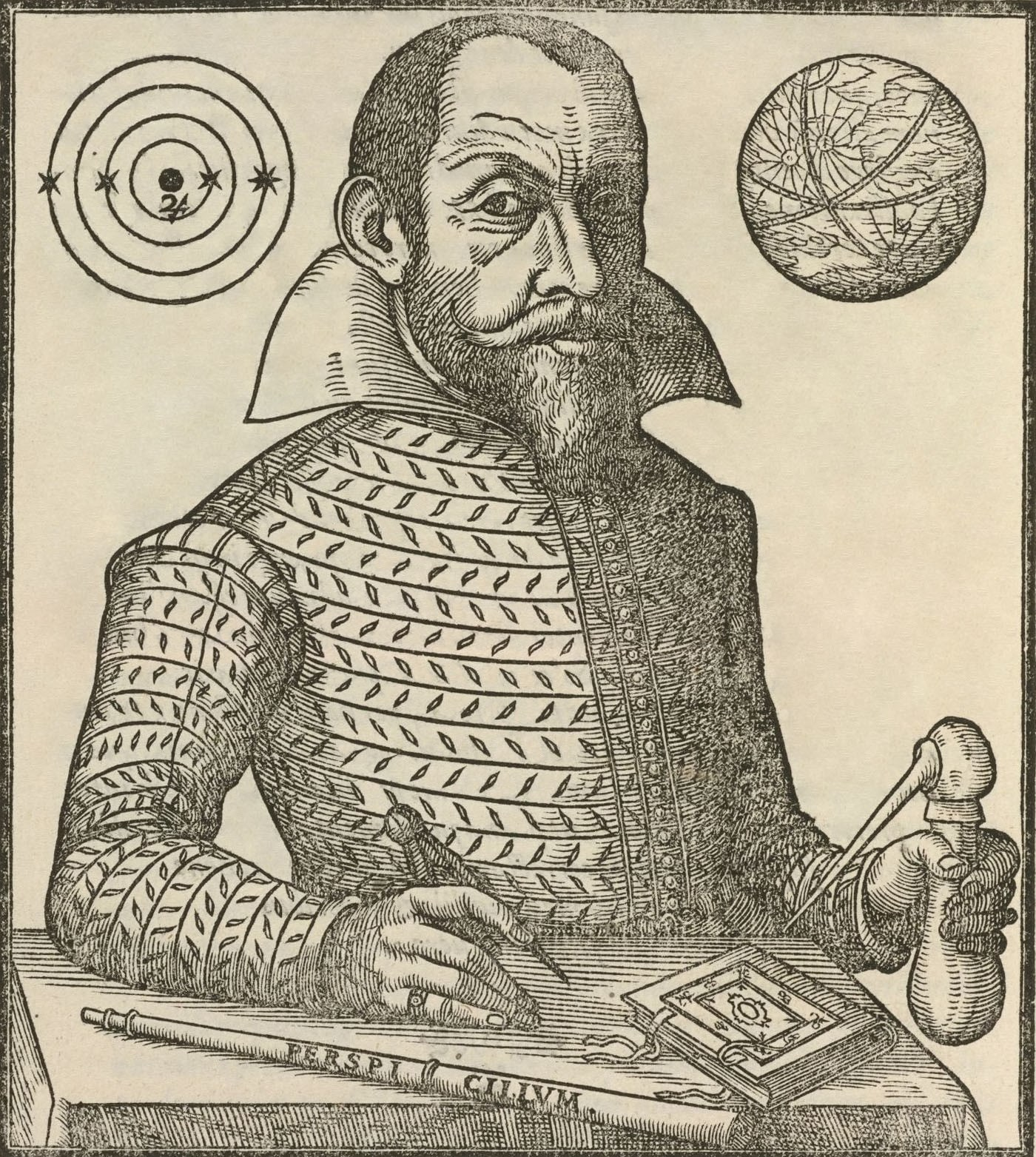
Simon Marius

Simon Marius (ur. 10/20 stycznia 1573, zm. 26 grudnia 1624) – niemiecki astronom. Urodził się w Gunzenhausen, lecz większość swojego życia spędził w Ansbach.
Prowadził szczegółowe obserwacje Jowisza, wyniki badań zebrał w swojej książce Mundus Iovialis. Twierdzi w niej, że odkrył Galileuszowe księżyce Jowisza kilka dni przed Galileuszem. Obecnie uważa się, że nie jest to prawda, jest jednak możliwe, że Marius odkrył je niezależnie.
Jest pomysłodawcą powszechnie przyjętych i obecnie używanych nazw tych satelitów – Ganimedes, Io, Kallisto, Europa. Uważał się za odkrywcę Galaktyki Andromedy, jednak ta była już wcześniej znana średniowiecznym perskim astronomom.